# Copa CEMAC de 2008
La Copa CEMAC 2008 es la quinta edición del torneo de fútbol a nivel de selecciones nacionales de África Central organizado por la UNIFFAC y que contó con la participación de seis países de la región.
El anfitrión Camerún venció en la final al campeón defensor Congo para ganar su tercer título regional.

## Fase de grupos

### Grupo A
| País              | PTS | J | G | E | P | GF | GC |
| ----------------- | --- | - | - | - | - | -- | -- |
| Chad              | 4   | 2 | 1 | 1 | 0 | 4  | 3  |
| Camerún           | 3   | 2 | 1 | 0 | 1 | 2  | 2  |
| Guinea Ecuatorial | 1   | 2 | 0 | 1 | 1 | 2  | 3  |

| 14-6-2008 | Camerún           | 1–2 | Chad              |
| 16-6-2008 | Chad              | 2–2 | Guinea Ecuatorial |
| 18-6-2008 | Guinea Ecuatorial | 0–1 | Camerún           |

### Grupo B
| País                     | PTS | J | G | E | P | GF | GC |
| ------------------------ | --- | - | - | - | - | -- | -- |
| República Centroafricana | 4   | 2 | 1 | 1 | 0 | 5  | 3  |
| Congo                    | 3   | 2 | 1 | 0 | 1 | 2  | 3  |
| Gabón                    | 1   | 2 | 0 | 1 | 1 | 4  | 5  |

| 14-6-2008 | Congo                    | 2–1 | Gabón                    |
| 16-6-2008 | Gabón                    | 3–3 | República Centroafricana |
| 18-6-2008 | República Centroafricana | 2–0 | Congo                    |

## Fase Final
|  | Semifinales         | Semifinales         |   |                     | Final               | Final |  |
|  |                     |                     |   |                     |                     |       |  |
|  |                     |                     |   |                     |                     |       |  |
|  | Yaundé, 20 de junio |                     |   |                     |                     |       |  |
|  | Chad                | 0                   |   |                     |                     |       |  |
|  | Congo               | 1                   |   |                     |                     |       |  |
|  |                     |                     |   |                     |                     |       |  |
|  |                     |                     |   |                     | Yaundé, 24 de junio |       |  |
|  |                     |                     |   |                     | Congo               | 0     |  |
|  |                     | Camerún             | 3 |                     |                     |       |  |
|  |                     |                     |   |                     |                     |       |  |
|  |                     |                     |   |                     |                     |       |  |
|  |                     |                     |   |                     | Tercer lugar        |       |  |
|  | Yaundé, 20 de junio | Yaundé, 20 de junio |   | Yaundé, 23 de junio | Yaundé, 23 de junio |       |  |
|  | Rep.Centroafricana  | 0                   |   | Rep.Centroafricana  | 2                   |       |  |
|  | Camerún             | 1                   |   |                     | Chad                | 0     |  |

## Campeón
| Copa CEMAC 2008    |
| ------------------ |
| Bandera de Camerún |
| Camerún 3º Título  |